# Jonas Andersson i Skellefteå
Jonas Mattias Andersson (i riksdagen kallad Jonas Andersson i Skellefteå), född 10 februari 1972 i Skellefteå landsförsamling, Västerbottens län, är en svensk politiker (sverigedemokrat). Han var ordinarie riksdagsledamot för perioden 2018–2022, invald för Västerbottens läns valkrets.
Andersson är utbildad fritidspedagog med inriktning mot ungdomar. Innan han valdes in i riksdagen arbetade han i 15 år med ensamkommande ungdomar.
I augusti 2022 meddelade Andersson att han avsade sig sin kandidatur i riksdagsvalet 2022.